# Art Parkinson
Art Parkinson (Moville, 19 ottobre 2001) è un attore irlandese.

## Biografia
Parkinson è cresciuto a Moville, dove frequenta la scuola superiore Moville's Gaelscoil Cois Feabhail (nella quale viene utilizzata come prima lingua il gaelico irlandese). La madre, Movania Parkinson, era una attrice così come lo sono stati i suoi due fratelli maggiori, Pearce e Padhraig. La famiglia gestisce una caffetteria a Derry.
Ha cominciato la sua carriera da attore nel film del 2008 Freakdog e ha poi lavorato in produzioni internazionali quali Dracula Untold (2014) e San Andreas (2015). Tra il 2011 e il 2016 ha interpretato il ruolo di Rickon Stark nella serie televisiva Il Trono di Spade (Game of Thrones). L'attore ha dichiarato che la madre non gli permetteva di guardare Il Trono di Spade se non nelle scene in cui egli compariva perché lo riteneva non adatto ad un bambino.
Nel 2017 è il protagonista della commedia per ragazzi Zoo - Un amico da salvare.

## Filmografia

### Cinema
- Freakdog, regia di Paddy Breathnach (2008)
- Dark Touch, regia di Marina de Van (2013)
- The Anomaly, regia di Noel Clarke (2014)
- Shooting for Socrates, regia di James Erskine (2014)
- Dracula Untold, regia di Gary Shore (2014)
- Scrivimi ancora (Love, Rosie), regia di Christian Ditter (2014)
- San Andreas, regia di Brad Peyton (2015)
- Kubo e la spada magica (Kubo and the Two Strings), regia di Travis Knight (2016) – voce
- I Kill Giants, regia di Anders Walter (2017)
- Zoo - Un amico da salvare (Zoo), regia di Colin McIvor (2017)
- The Belly of the Whale, regia di Morgan Bushe (2018)

### Televisione
- Il Trono di Spade (Game of Thrones) – serie TV, 14 episodi (2011-2013, 2016)
- The Bay – serie TV, 9 episodi (2019-2021)

## Doppiatori italiani
Nelle versioni in italiano delle opere in cui ha recitato, Art Parkinson è stato doppiato da:
- Giulio Bartolomei ne Il Trono di Spade
- Francesco Ferri in Dracula Untold
- Riccardo Suarez in San Andreas

Da doppiatore è sostituito da
- Giulio Bartolomei in Kubo e la spada magica